# مرد بزرگ (فیلم ۲۰۱۴)
«مرد بزرگ» (فرانسوی: Le Grand Homme‎) یک فیلم سینمایی فرانسوی در ژانر درام که در سال ۲۰۱۴ منتشر شد.